# Rezophonic 2 - Nell'acqua
Rezophonic 2 - Nell'acqua è il secondo album discografico del progetto Rezophonic, ideato da Mario Riso e volto a raccogliere fondi per l'AMREF.

## Tracce
1. Nell'acqua con Giuliano Sangiorgi
2. Ci vuole un fiore
3. Survive
4. Regina Veleno
5. Evoluzione
6. Love
7. Sono un acrobata
8. Predatori della notte
9. Alti e bassi
10. Woman in the Edge
11. Vita da Dandi
12. L'uomo di plastica (live @ MTV Day)

## Artisti partecipanti
- Adriano Viterbini (Raf, Marina Rei, The Niro, Bud Spencer Blues Explosion)
- Alteria
- Alyona Afonichkina
- Andrea Ferro (Lacuna Coil)
- Andrea Mariano (Negramaro)
- Andrea Rock
- Andy (Bluvertigo)
- Bunna (Africa Unite)
- Caparezza
- Cristina Scabbia (Lacuna Coil)
- Danilo Tasco (Negramaro)
- DJ Aladyn
- Elena Di Cioccio
- Emiliano Audisio (Linea 77)
- Enrico Ruggeri
- Eva Poles
- Fabio Mittino
- Filippo Dallinferno (The Fire)
- Garrincha (Octopus)
- Gary Willis
- Luigi Schiavone (Enrico Ruggeri)
- Giordano Moretti
- Giuliano Sangiorgi (Negramaro)
- La Dava (Vallanzaska)
- KG Man (Quartiere Coffee)
- L'Aura Abela
- Livio Magnini (Bluvertigo)
- Luca Chiaravalli (Laura Pausini, Matteo Becucci, Eros Ramazzotti, Nek, Annalisa, Anna Tatangelo)
- Marco Emanuele Biazzi (Lacuna Coil)
- Maurizio Belluzzo
- Maurizio Solieri (Vasco Rossi)
- Max Zanotti
- Michele Lily
- Movida
- Nikki
- Noyse (Punkreas)
- Olly
- Paletta (Punkreas)
- Paolo Pavanello (Linea 77)
- Pier Ferrantini (Velvet)
- Pino Scotto
- Piotta
- Renato Di Bonito
- Roy Paci
- Sasha Torrisi (Timoria)
- Saturnino Celani (Jovanotti, Pino Daniele, Franco Battiato, 883, Max Pezzali)
- Stefano Verderi (Le Vibrazioni)
- The Bastard Sons of Dioniso
- Tommy Massara (Extrema)
- Tormento
- Vanni Casagrande
- William Nicastro